# Kevin Behrens
Kevin Behrens (* 3. Februar 1991 in Bremen) ist ein deutscher Fußballspieler. Der Stürmer steht derzeit beim FC Lugano unter Vertrag und ist einmaliger A-Nationalspieler.

## Karriere
Der gebürtige Bremer Behrens absolvierte den Großteil seiner fußballerischen Ausbildung beim Bremer Stadtteilverein ATS Buntentor sowie beim SC Weyhe.
Im Sommer 2008 wechselte er in das Nachwuchsleistungszentrum des Bundesligisten Werder Bremen, konnte sich jedoch nicht für eine Berücksichtigung für die Profi- oder die Drittligamannschaft empfehlen. Seine erste Saison im Herrenfußball verbrachte er in der fünftklassig spielenden dritten Mannschaft des Vereins.
Nach drei Jahren in der Regionalliga Nord mit dem SV Wilhelmshaven sowie Hannover 96 II verließ der Angreifer im Sommer 2014 den Norden Deutschlands und wechselte zum West-Regionalligisten Alemannia Aachen. Am Ende der Spielzeit 2014/15 wurde Behrens mit der Alemannia mit einem Punkt Rückstand auf Meister Borussia Mönchengladbach II Vizemeister.
Nach nur acht Ligaspielen für den Ligakonkurrenten Rot-Weiss Essen, bei dem er aufgrund seiner Statur und der langen blonden Haare den Spitznamen „Thor“ erhielt, verpflichtete der Südwest-Vertreter 1. FC Saarbrücken Behrens in der Winterpause 2015/16.
In 85 Pflichtspielen konnte der Mittelstürmer 41 Treffer sowie 31 Vorlagen beisteuern und holte mit dem Verein im Frühjahr 2017 den Saarlandpokal. In der Aufstiegsrunde zur 3. Liga 2018 scheiterten Behrens und Saarbrücken mit 2:3 und 2:2 am bayerischen Meister TSV 1860 München.
Aufgrund seiner Leistungen für die Saarländer erhielt der Offensivspieler im Sommer 2018 einen Dreijahresvertrag beim Zweitligisten SV Sandhausen.
Im Juli 2021 wechselte er ablösefrei zum 1. FC Union Berlin. Im letzten Pflichtspiel der Saison 2022/23 gegen den SV Werder Bremen erreichte Behrens mit seiner Mannschaft durch einen 1:0-Sieg einen Platz in der Champions League.
Zum Auftakt der Saison 2023/24 gelang es Behrens im Spiel gegen den 1. FSV Mainz 05, alle drei seiner geschossenen Tore per Kopf ins Netz zu befördern. Damit avancierte er zum ersten Spieler seit Einführung der Datenerfassung (Saison 2004/05), der in einem Bundesliga-Spiel drei Kopfballtore erzielt hat.
Am 31. Januar 2024 verpflichtete der VfL Wolfsburg Behrens. Im Sommer 2025 verließ er den Verein und wechselte zum FC Lugano.

### Nationalmannschaft
Anfang Oktober 2023 wurde Kevin Behrens vom damals neuen Bundestrainer Julian Nagelsmann erstmals für zwei Länderspiele der deutschen Nationalmannschaft gegen die USA (14. Oktober) und Mexiko (18. Oktober) nominiert. In Letzterem kam er zu seinem Länderspieldebüt, als er in der 87. Spielminute für Jamal Musiala eingewechselt wurde.

## Titel
- Meister der Regionalliga Südwest: 2018 (1. FC Saarbrücken)
- Saarlandpokalsieger: 2017 (1. FC Saarbrücken)

## Privates
Die Beachvolleyballspielerin Kim Behrens ist seine Schwester, der Beachvolleyballspieler Steven van de Velde sein Schwager.

## Kontroverse
Ende September 2024 weigerte sich Behrens mit einem homophoben Kommentar bei einer Signierstunde, ein Trikot mit regenbogenfarbenem Logo des VfL Wolfsburg zu unterschreiben.

„So eine schwule Scheiße unterschreibe ich nicht.“

Nach Rücksprache mit dem Verein bat er um Entschuldigung und gab an, sich nicht weiter äußern zu wollen.